# Ariovist
Ariovist fou un cap germànic que va fer la guerra a Juli Cèsar el 58 aC.
Els gals estaven dividits en dos grans clans, un d'encapçalat pels hedus i un altre pels arverns i sèquans. Aquestos darrers van cridar en ajut els germans, que van creuar el Rin en nombre de 15.000 inicialment per acabar essent 120.000, membres de les tribus harudes, marcomans, tribocs, vangíons, nèmetes, sedusis, i sueus. Al front de tot ells hi havia Ariovist, possible forma llatinitzada de "heerfurst" (heer: host; furst: príncep), que era tan poderós que va rebre del senat romà el títol d'amic (amicus) de Roma.
Va sotmetre els hedus a la batalla de Magetobriga el 15 de març del 60 aC, als quals va obligar a entregar ostatges als sèquans i a renunciar a ser aliats de Roma. Però com a preu pel triomf, es va apoderar d'una tercera part del territori dels propis sèquans, i després els en va demanar una altra tercera part.
 Diviciac (Divitiacus) un noble eduí, junt amb altres caps de tribu, va demanar ajut a Juli Cèsar. Aquest, que era a Itàlia, va ordenar n'Ariovist que cap més germànic creués el Rin, i també que retornés els ostatges als hedus. Ariovist va rebutjar les peticions i les dues parts es van disposar per la guerra.
Els romans van ocupar Vesontio (Besançon) capital dels sèquans, que estaven aterrits per la gent d'Ariovist. Abans del combat Ariovist i Cèsar es van entrevistar però no van arribar a cap acord, si bé la batalla es va demorar uns dies perquè una profecia havia mostrat als germànics que havien de combatre en canviar la lluna. Finalment es va lliurar la batalla i Ariovist fou derrotat i va haver de fugir cap al Rin, a menys de 100 km, i el va creuar en un bot, i molts dels seus homes van creuar nedant. Les seves dues dones van morir en la fugida, una filla fou feta presonera i una altra fou assassinada.